# مثبط اللهب

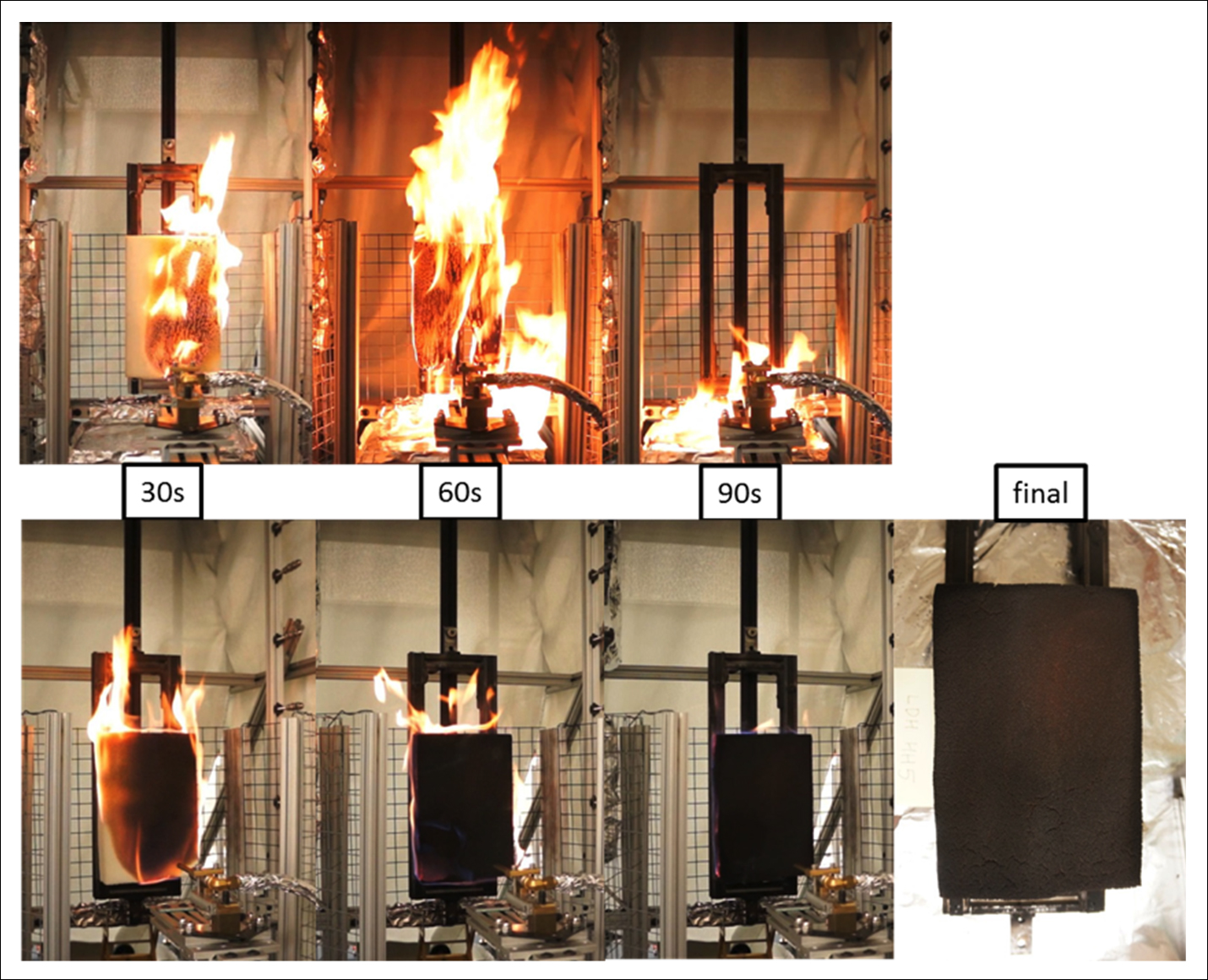

مثبطات اللهب هي مواد كيميائية تضاف إلى المواد المصنّعة مثل اللدائن والأنسجة المختلفة، وذلك من أجل تثبيط أو منع أو تأخير تشكل اللهب في حال حدوث حريق.
عادة ما تمزج مثبطات اللهب مع المادة الأساسية المكونة وتدعى حينها مثبطات اللهب المضافة، أو أن تجري معالجة المادة معها أثناء تصنيعها، وتدعى حينها مثبطات اللهب الفعالة أو النشيطة.

## الأصناف
يمكن أن تصنف مثبطات اللهب، إن كانت مضافة أو فعالة، إلى عدة أصناف مختلفة وذلك حسب التركيب الكيميائي إلى:
- المعادن، مثل الحاوية على هيدروكسيد الألومنيوم (ATH) كالبوكسيت، أو الحاوية على هيدروكسيد المغنسيوم (MDH) كالبروسيت، أو الهنتيت أو الهيدرومغنسيت،[2][3][4][5][6] وذلك بالإضافة إلى العديد من الهيدرات والفوسفور الأحمر ومركبات البورون، خاصة البورات.
- مركبات هالوجين عضوية، ويتضمن هذا الصنف مركبات الكلور العضوية مثل مشتقات حمض الكلورنديك والبرافينات المكلورة، بالإضافة إلى مركبات البروم العضوية المستخدمة في تركيب مثبطات اللهب البرومية مثل عشاري برومو ثنائي فينيل الإيثر (decaBDE) أو رباعي برومو بيسفينول A ‏ (TBBPA) أو سداسي برومو حلقي الدوديكان (HBCD).
- مركبات الفوسفور العضوية. وهذا الصنف من المركبات يتضمن مركبات الفوسفات العضوية مثل ثلاثي فينيل الفوسفات (TPP) أو ثلاثي كريسيل الفوسفات (TCP)، بالإضافة إلى الفوسفونات مثل ثنائي ميثيل ميثيل الفوسفونات (DMMP).[7][8]

هناك صنف إضافي من مثبطات اللهب يكون تركيبها الكيميائي حاوي على كل من الفوسفور والهالوجين. هذه المركبات تتضمن مثالث (3،1-ثنائي كلورو-2-بروبيل) الفوسفات (TDCPP) أو مرابع (2-كلور إيثيل) ثنائي كلورو إيزوبنتيل ثنائي الفوسفات (V6).

## آلية العمل
تحتلف الآلية الأساسية في تثبيط اللهب حسب صنف مثبط اللهب وحسب نوع المادة المعالجة. إن كلاً من مثبطات اللهب المضافة أو الفعالة تعمل إما في الحالة البخارية (الغازية) أو الكثيفة (الصلبة).

### تحلل ماص للحرارة
هناك بعض المواد عندما تتحلل حرارياً فإنها تفعل ذلك بأسلوب ماص للحرارة. من الأمثلة على ذلك هيدروكسيدات الألومنيوم والمغنسيوم. إن تفاعل التحلل الماص للحرارة هذا يقوم بسحب الحرارة من المادة المعالجة مما يؤدي إلى تأخير في حدوث الاحتراق.

### العزل الحراري
من إحدى وسائل تثبيط اللهب هو تشكيل حاجز عزل حراري بين الأقسام المحترقة وغير المحترقة. إن المواد التي تعمل وفق هذا الأسلوب هي مركبات الفوسفور العضوية غير الهالوجينية، حيث تشكل طبقة بوليمرية من حمض الفوسفوريك.

### تخميد الجذور الحرة في الحالة الغازية
تطلق المواد الكلورية أو البرومية عند خضوعها للتحلل الحراري غازات كلوريد الهيدروجين وبروميد الهيدروجين، والتي تتفاعل مع الجذور الحرة عالية الفعالية من ·H و ·OH في اللهب، مما يؤدي إلى نشكيل جزيئات غير فعالة وجذور حرة من ·Cl أو ·Br، والتي لها نشاط كيميائي أقل من قريناتها من الهيدروجين والهيدروكسيل، مما يؤدي في النهاية إلى حدوث إمكانية أقل من الاشتعال وفق الأكسدة الجذرية.